# Dichotomius inflaticollis
Dichotomius inflaticollis är en skalbaggsart som beskrevs av Felsche 1910. Dichotomius inflaticollis ingår i släktet Dichotomius och familjen bladhorningar. Inga underarter finns listade i Catalogue of Life.